# Nils Dresrüsse
Nils Dresrüsse (* 22. April 1990 in Bielefeld) ist ein deutscher Handballtorwart.

## Karriere
Nils Dresrüsse spielte als Kind zunächst Fußball und begann als 12-Jähriger mit dem Handball. Ab 2005 spielte er bei GWD Minden in der Jugend- und ab der Saison 2008/09 in der Bundesligamannschaft. Zur Saison 2011/12 wechselte Dresrüsse zum TBV Lemgo. Zum Saisonende 2015/16 verließ Nils Dresrüsse den TBV Lemgo, da sein Vertrag nicht verlängert wurde. Daraufhin schloss er sich dem französischen Verein Tremblay-en-France Handball an. Im Sommer 2018 wechselte er zum deutschen Verein VfL Eintracht Hagen. Zur Saison 2020/21 wechselte er zum Oberligisten TSG Altenhagen-Heepen.
Am 6. April 2012 hatte Nils Dresrüsse sein Debüt in der Nationalmannschaft im Spiel gegen Dänemark.

## Erfolge
- Nominierung für das HBL All-Star Game 2012
- 2011 Junioren-Weltmeister[1]
- 2011 Bester Torhüter der Junioren-Weltmeisterschaft[10]
- 2008 Jugend-Europameister[1]